# Comuna de Nowe Ostrowy
Nowe Ostrowy (polaco: Gmina Nowe Ostrowy) é uma gminy (comuna) na Polónia, na voivodia de Lodz e no condado de Kutnowski. A sede do condado é a cidade de Ochnia.
De acordo com os censos de 2004, a comuna tem 3944 habitantes, com uma densidade 55,1 hab/km².

## Área
Estende-se por uma área de 71,56 km², incluindo:
- área agricola: 74%
- área florestal: 12%

## Demografia
Dados de 30 de Junho de 2004:
|                      | Total   | Total | Mulheres | Mulheres | Homens  | Homens |
| -------------------- | ------- | ----- | -------- | -------- | ------- | ------ |
|                      | pessoas | %     | pessoas  | %        | pessoas | %      |
| População            | 3944    | 100   | 2051     | 52       | 1893    | 48     |
| Densidade (pop./km²) | 55,1    | 100   | 28,7     | 28,7     | 26,5    | 26,5   |

De acordo com dados de 2002, o rendimento médio per capita ascendia a 1350,03 zł.